# Lista de membros do Sexteto Sinistro
O Sexteto Sinistro é um grupo de super-vilões do Universo Marvel, formado a partir da galeria de vilões do Homem-Aranha. Ao longo da história das publicações da Marvel Comics, o grupo passou por diversas formações ao longo dos anos, cujos objetivos variam desde unir forças contra o Homem-Aranha ou outro inimigo comum até dominar o mundo, principalmente enfrentando o Homem-Aranha.
Várias versões alternativas do grupo de vilões também surgiram nas histórias da Marvel Comics, como em Ultimate Marvel e Marvel 2099.

## Associação

### Membros fundadores
| Personagem                                                                   | Nome verdadeiro                                   | Entrou em                                          | Notas |
| ---------------------------------------------------------------------------- | ------------------------------------------------- | -------------------------------------------------- | --- |
| Membros fundadores                                                           |                                                   |                                                    | |
| Doutor Octopus (também chamado de Homem-Aranha Superior ou Octopus Superior) | Otto Gunther Octavius                             | The Amazing Spider-Man Annual #1 (outubro de 1964) | Membro atual e líder do Sexteto Sinistro. Deixou a equipe após a dissolução da terceira encarnação. Fundou a sétima encarnação da equipe durante o Ato de Registro de Super-Humanos e se desfez após o Fim da Terra. Enquanto a mente de Octavius estava no corpo de Peter Parker, ele capturou e montou sua própria "equipe de super-heróis", que controlava por meio de tecnologia implantada nos vilões. A equipe se desfez mais tarde quando os vilões retomaram o controle; a equipe se reuniu novamente sob a influência de Kindred. Ex-membro dos Mestres do Mal, dos Thunderbolts, dos Vingadores, das Indústrias Parker, do Exército-Aranha/Guerreiros-da-Teia e da HYDRA. |
| Electro                                                                      | Maxwell "Max" Dillon                              | The Amazing Spider-Man Annual #1 (outubro de 1964) | Membro atual. Deixou a equipe após a dissolução da quinta encarnação. Retornou à equipe durante "Fim da Terra" e se desfez após ser capturado. Mais tarde, sofreu lavagem cerebral por Octavius (enquanto estava no corpo de Peter Parker) para se juntar aos "Seis Superiores". Ele recuperou o controle de sua mente e deixou a equipe. Dillon voltou a se juntar à equipe sob a influência de Kindred. Ex-membro dos Emissários do Mal, dos Quatro Terríveis e dos Doze Sinistros. |
| Kraven, o Caçador                                                            | Sergei Nikolaevich Kravinoff                      | The Amazing Spider-Man Annual #1 (outubro de 1964) | Membro atual. Deixou a equipe após a dissolução da primeira formação. |
| Mystério                                                                     | Quentin Beck                                      | The Amazing Spider-Man Annual #1 (outubro de 1964) | Membro atual. Deixou a equipe após a dissolução da quarta encarnação. Retornou à equipe durante o Fim da Terra e se desfez quando capturado. Mais tarde, sofreu lavagem cerebral por Octavius (enquanto estava no corpo de Peter Parker) para se juntar aos "Seis Superiores". Ele recuperou o controle de sua mente e deixou a equipe. Beck voltou a se juntar à equipe sob a influência de Kindred. |
| Homem Areia                                                                  | William Baker (também conhecido como Flint Marko) | The Amazing Spider-Man Annual #1 (outubro de 1964) | Membro atual. Deixou a equipe após a dissolução da segunda encarnação. Formou e liderou a quinta encarnação para se vingar do Doutor Octopus. Retornou à equipe durante "Fim da Terra" e se desfez após ser capturado. Mais tarde, sofreu lavagem cerebral por Octavius (enquanto estava no corpo de Peter Parker) para se juntar aos "Seis Superiores". Ele recuperou o controle de sua mente e deixou a equipe. Juntou-se a uma nova encarnação liderada por Aaron Davis e, mais tarde, deixou a equipe. Baker voltou a se juntar à equipe sob a influência de Kindred. Ex-membro dos Vingadores, do Quarteto Terrível, da Matilha Selvagem e dos Doze Sinistros.                 |
| Abutre                                                                       | Adrian Toomes                                     | The Amazing Spider-Man Annual #1 (outubro de 1964) | Atual líder do Sexteto Selvagem sob a influência de Kindred. Membro fundador, deixou a equipe após a dissolução da quinta encarnação. Retornou à equipe durante o Ato de Registro de Super-Humanos e se desfez após o Fim da Terra. Mais tarde, sofreu lavagem cerebral por Octavius (enquanto estava no corpo de Peter Parker) para se juntar ao "Seis Superiores". Ele recuperou o controle de sua mente e deixou a equipe. Ex-membro dos Doze Sinistros. |

### Alguns recrutas posteriores
Surgiram ao longo do tempo nas histórias.
| Personagem           | Nome verdadeiro                | Entrou em                                    | Notas |
| -------------------- | ------------------------------ | -------------------------------------------- | --- |
| Recrutas posteriores |                                |                                              | |
| Duende Macabro       | Jason Philip Macendale Jr.     | The Amazing Spider-Man #335 (agosto de 1990) | Ex-membro da segunda e terceira encarnações, juntou-se a eles enquanto estava possuído pelo Demogoblin. Formou e liderou a quarta encarnação para lutar contra Kaine Parker.                                                       |
| Gogue                | Gogue                          | Spider-Man #23 (junho de 1992)               | Ex-membro da terceira encarnação, derrotado em combate por Solo e encolhido pelo Senhor Fantástico, que o enviou de volta para sua dimensão natal.                                                                                 |
| Besouro              | Abner Jenkins                  | Spider-Man Unlimited #9 (Maio de 1994)       | |
| Escorpião            | Elaine Coll                    | Spider-Man Unlimited #9 (Maio de 1994)       | |
| Shocker              | Herman Schultz                 | Spider-Man Unlimited #9 (Maio de 1994)       | |
| Kraven, o Caçador II | Aliocha Kravinoff              | The Amazing Spider-Man (vol. 2) #12 (1999)   | |
| Venom                | Eddie Brock                    | Peter Parker: Spider-Man (vol. 2) #12 (1999) | Juntou-se temporariamente ao Sexteto Sinistro para atacar o Homem-Aranha, substituindo o Doutor Octopus, mas depois que eles o traíram, ele passou a atacar os outros cinco membros por vingança.                                  |
| Ceifador             | Eric Williams                  | Guerra Civil #2 (junho de 2006)              | Entrou durante o Ato de Registro de Super-Humanos e foi detido pelos Vingadores Secretos. |
| Lagarto              | Curtis "Curt" Connors          | Guerra Civil #2 (junho de 2006)              | Membro atual. Ingressou durante o Ato de Registro de Super-Humanos e foi detido pelos Vingadores Secretos. Reintegrou a equipe sob a influência de Kindred e se separou de Curt Connors através do Acelerador de Genoma Isotópico. |
| Trapster             | Pedro Petruski                 | Guerra Civil #2 (junho de 2006)              | Entrou durante o Ato de Registro de Super-Humanos e foi detido pelos Vingadores Secretos. |
| Camaleão             | Dmitri Nikolayevich Smerdyakov | Marvel Knights Spider-Man #10                | |
| Rino                 | Aleksei Mikhailovich Sytsevich |                                              | |
| Besouro              | Janice Lincoln                 | The Superior Spider-Man #1                   | |
| Boomerang            | Frederico "Fred" Myers         | The Superior Spider-Man #1                   | |
| Living Brain         | N / D                          | The Superior Spider-Man #1                   | |
| Overdrive            | James Beverley                 | The Superior Spider-Man #1                   | |
| Speed Demon          | James Sanders                  | The Superior Spider-Man #1                   | |

### Sexteto Sinistro #5
Esta quinta encarnação foi formada pelo Homem Areia para se vingar do Doutor Octopus.
- Homem Areia (líder)
- Eletro
- Kraven, o Caçador II (Alyosha Kravinoff)
- Mysterio (Daniel Berkhart)
- Venom (Eddie Brock)
- Abutre (Adrian Toomes)

### Sexteto Sinistro #6 (Doze Sinistros)
Esta sexta encarnação foi formada por Norman Osborn na época em que ele foi desmascarado como o Duende Verde.
- Duende Verde (Norman Osborn, líder)
- Boomerang
- Camaleão
- Electro
- Cabeça de Martelo
- Homem-Hídrico
- Lagarto
- Homem Areia
- Shocker
- Lápide
- Venom (Mac Gargan)
- Abutre (Adrian Toomes)

### Sexteto Sinistro #7
Esta sétima encarnação foi formada durante o arco de histórias Guerra Civil.
- Doutor Octopus (líder)
- Ceifador
- Lagarto
- Shocker
- Trapster
- Abutre (Adrian Toomes)

## No cinema

### Homem-Aranha: No Aranhaverso(2018)
A equipe aparece sob a holding corporativa "Alchemax", tentando criar portais para universos alternativos.
- Doutor Octopus (Olivia Octavius)
- Duende Verde (Norman Osborn)
- Rei do Crime (Wilson Fisk)
- Gatuno (Aaron Davis)
- Escorpião
- Lápide (Lonnie Lincoln)

### Homem-Aranha: Sem Volta para Casa(2021)
O filme Homem-Aranha: Sem Volta para Casa, do Universo Cinematográfico Marvel (MCU), apresenta uma equipe de super-vilões de cinco membros que se assemelha muito ao Sexteto Sinistro. Essa variação da equipe consiste em variações de linhas temporais alternativas dos personagens dos filmes do Homem-Aranha da Sony, de Sam Raimi e Marc Webb. Em uma cena pós-créditos, é revelado que Venom (Eddie Brock) também foi trazido para a linha temporal do MCU a partir do Universo Homem-Aranha da Sony, embora ele não se junte aos outros personagens.
- Norman Osborn / Duende Verde
- Dr. Otto Octavius / Doutor Octopus
- Flint Marko / Homem Areia
- Dr. Curt Connors / Lagarto
- Max Dillon / Electro